# Cécile Coulon
Pour les articles homonymes, voir Coulon.
Cécile Coulon, née le 13 juin 1990 à Saint-Saturnin (Puy-de-Dôme), est une romancière, nouvelliste et poétesse française.

## Biographie
À l'âge de 16 ans, Cécile Coulon publie son premier roman intitulé Le Voleur de vie, aux éditions Revoir. Elle passe un baccalauréat option Cinéma. Après une hypokhâgne et une khâgne au lycée Blaise-Pascal à Clermont-Ferrand, elle poursuit ses études en lettres modernes,.
Elle reçoit en 2012 ses premiers prix littéraires : le prix Mauvais genres, fondé la même année par France Culture et Le Nouvel Observateur, lui revient pour son roman Le roi n'a pas sommeil, publié aux éditions Viviane Hamy, ainsi que le Prix Coup de foudre des Vendanges littéraires de la ville de Rivesaltes, et elle est sélectionnée pour le prix France Culture-Télérama au Salon du Livre de Paris. En 2014, ce même roman fait partie de la sélection du Prix du meilleur roman des lecteurs du Point.
En 2015, l'autrice signe Le Cœur du pélican et voit Le Rire du grand blessé être en sélection du Prix littéraire des jeunes Européens. En 2016, elle prépare une thèse intitulée Le Sport et le corps dans la littérature française contemporaine. À 26 ans, elle publie déjà son huitième livre et sixième roman, Trois saisons d'orage, qui obtient le prix des libraires 2017.
Avec son premier recueil de poésie, Les Ronces, c'est le prix Guillaume-Apollinaire qui lui est décerné en 2018, ainsi que le prix de la Révélation de la poésie de la Société des gens de lettres. La jeune poétesse est alors considérée dans la presse comme « l'une des plus prometteuses nouvelles voix de la littérature française, ». Parallèlement, elle participe aux côtés de Marie Darrieussecq, Marion Aubert et Adélaïde de Clermont-Tonnerre, à la septième édition du Paris des Femmes, avec la courte pièce de théâtre On se remet de tout, seule-en-scène interprété par Bénédicte Choisnet. Sa pièce paraît avec celles des autres autrices dramatiques dans le recueil À vendre, préfacé par Leïla Slimani, dans la Collection des quatre vents de la maison L'avant-scène théâtre.
Au mois de mai de cette même année, alors qu'elle fait partie d'un jury d'attribution de bourse à des jeux vidéos au CNC, elle participe à distance aux États généraux du livre grâce à sa consœur écrivaine Carole Zalberg qui lit en son nom une lettre écrite en introduction à l'ouverture des débats. Avec humour, elle y déplore la paupérisation des artistes auteurs en France et alerte sur les effets catastrophiques de la hausse annoncée de la CSG sur leurs maigres revenus, sans que cela leur ouvre de nouveaux droits sociaux.
En 2019, elle obtient le prix littéraire du Monde avec Une bête au paradis, publié aux éditions de l'Iconoclaste, qui dépeint la vie d'une orpheline recueillie par sa grand-mère paysanne.
En 2022, elle anime l'émission La Source sur France Inter, un retour sur l'inspiration des auteurs.

## Œuvres

### Romans
- 2007 : Le Voleur de vie, éditions Revoir  (ISBN 978-2-35265-009-6)
- 2010 : Méfiez-vous des enfants sages, éditions Viviane Hamy, coll. « Littérature française contemporaine »  (ISBN 978-2-87858-332-8)[18]
- 2012 : Le roi n'a pas sommeil, éditions Viviane Hamy, coll. « Littérature française contemporaine »  (ISBN 978-2-87858-509-4)[19],[20],[21] — Prix Mauvais genres (2012)
- 2013 : Le Rire du grand blessé, éditions Viviane Hamy, coll. « Littérature française contemporaine »  (ISBN 978-2-87858-584-1)[22]
- 2015 : Le Cœur du pélican, éditions Viviane Hamy, coll. « Littérature française contemporaine »  (ISBN 978-2-87858-601-5)
- 2017 : Trois Saisons d'orage, éditions Viviane Hamy, coll. « Littérature française contemporaine »  (ISBN 978-2-87858-337-3) — Prix des libraires (2017)
- 2019 : Une bête au paradis, Éditions de l'Iconoclaste, 346 pages,  (ISBN 978-2-378-80078-9) — Prix littéraire du Monde (2019)
- 2021 : Seule en sa demeure, Éditions de l'Iconoclaste, 333 pages,  (ISBN 978-2-378-80240-0)[23]
- 2024 : La langue des choses cachées, Éditions de l'Iconoclaste, 134 pages,  (ISBN 978-2-37880-404-6)[24]

### Recueil de nouvelles
- 2008 : Sauvages, éditions Revoir  (ISBN 978-2-35265-015-7)

### Poésie

#### Recueils
- 2018 : 
  - Les Ronces, Le Castor astral  (ISBN 979-1-02780-169-5) — Prix Guillaume-Apollinaire (2018)
  - Préface à Ismaël Billy pour Amours sibériennes, Éditions du Cygne,  (ISBN 284-9-24540-2)
- 2020 : Noir Volcan, Le Castor astral, préface d'Alexandre Bord  (ISBN 979-10-278-0244-9)
- 2022 : En l'absence du capitaine, Le Castor astral, préface de Mathias Malzieu  (ISBN 979-10-278-0608-9)
- 2025 : Retrouver la douceur, Le Castor astral  (ISBN 979-10-278-0810-6)

#### Anthologies
- 2025 : Esprit de résistance, dir. Jean-Yves Reuzeau pour la série L'Année poétique : 118 poètes d'aujourd'hui, Seghers, Paris, 400 p.  (ISBN 9782232148095)

### Ouvrages de littérature d'enfance et de jeunesse
- 2011 : Les Rouflaquettes électriques, illustrations de Vedrana Donić, Zinc Éditions, coll. « Les Polars postaux »  (ISBN 978-2-915291-17-9)

### Théâtre
- 2018 : « On se remet de tout », in À vendre : Neuf pièces courtes, ouvrage collectif du Paris des Femmes, L'avant-scène théâtre, Collection des quatre vents  (ISBN 9782749814124)

### Autres publications
- 2011 : Soleil cogne, illustrations de Chokko Primero, Xavier, Axel Garrigues & Amélie Girard, nouvelle inspirée de l'album du groupe Katawumpus inclus dans l'ouvrage sous format CD, éditions Horripeaux  (ISBN 978-2-95353-764-2)
- 2015 : Les grandes villes n’existent pas, éditions du Seuil, coll. « Raconter la vie »  (ISBN 978-2-37021-099-9)
- 2018 : Triste Tropique, Topographies of Sadness, avec Damien Rudd, Jean Boîte Editions  (ISBN 978-2-36568-020-2)
- 2018 : Petit éloge du running, éditions François Bourin, coll. « Petit éloge »  (ISBN 979-10-252-0379-8)[25]
- 2022 : Le pied à terre : Entretiens avec Fabrice Lardreau, éditions Arthaud  (ISBN 9782080253446)

### Jeux vidéo
- Diorama[26]

## Récompenses et distinctions
- 2012[27] : Prix Coup de foudre des Vendanges littéraires (de la ville de Rivesaltes) pour Le roi n'a pas sommeil
- 2012 : Prix Mauvais genres, catégorie fiction pour Le roi n'a pas sommeil[28] (première attribution de ce prix créé par France Culture, en partenariat avec Le Nouvel Observateur).
- 2012 : Sélection Prix France Culture-Télérama[6] pour Le roi n'a pas sommeil
- 2012 : Finaliste Prix Franz-Hessel[29] pour Le roi n'a pas sommeil
- 2013 : Présidente du jury du Prix Mauvais genres[30], dont elle a été lauréate l'année précédente.
- 2014 : Sélection Prix du Meilleur roman des lecteurs de Points pour Le roi n'a pas sommeil[7]
- 2015 : Sélection Prix littéraire des jeunes Européens pour Le Rire du grand blessé
- 2017 : Sélection Prix du Livre Inter pour Trois saisons d'orage[27].
- 2017 : Prix des libraires pour Trois saisons d'orage[31]
- 2018 :
  - Prix SGDL « Révélation de la poésie » pour Les Ronces[32]
  - Prix Guillaume-Apollinaire pour Les Ronces
- 2019 :
  - Prix littéraire du Monde pour Une bête au paradis[33].